# Jugar con fuego
Jugar con fuego es una zarzuela en tres actos con libreto de Ventura de la Vega y música de Francisco Asenjo Barbieri. Se estrenó el 6 de octubre de 1851 en el Teatro del Circo de Madrid.

## Historia
Esta obra es una zarzuela grande, en tres actos, extensión inusitada en aquellos primeros años del renacido género de la zarzuela. Jugar con fuego se acercó al modelo de la opéra-comique francesa, ejemplo que siguieron otros compositores que se irían incorporando a la nueva zarzuela.  
El argumento de la obra lo extrajo Ventura de la Vega, de la comedia francesa La Comtesse de Egmont, de Jacques F. Ancelot (1794-1854) y Alejo B. Decombereusse (1769-1862), aunque la situó en España, para que tuviese visos más patrióticos. El título alude a lo peligroso que es jugar con el amor. 
En el anuncio de la nueva creación se hizo saber al público que habría unos decorados de Muriel y que la función concluiría con una jota aragonesa animada por cuatro parejas de bailarines. Con esta obra se iba a inaugurar la temporada teatral del Teatro del Circo. Al parecer, el público se extrañó del carácter histórico-serio de la zarzuela, ya que las zarzuelas decimonónicas anteriores eran más bien cómicas y de escasa envergadura teatral.
El estreno de la obra fue un éxito clamoroso y según relata el propio Barbieri "Diez y siete noches consecutivas fuimos los autores llamados a la escena y por cierto que en todas ellas después de salir al público, Ventura y yo bajábamos a contaduría a cobrar nuestro tanto por ciento que en mucho tiempo no bajó de una onza para cada uno, lo cual, sabido que entonces se cobraba sólo el 3%, se puede calcular que pasaba la entrada de 10.000 reales cada noche. Esta obra, en fin, dio grandes resultados a nuestra empresa".
Se da la circunstancia además de que la cantidad recaudada con Jugar con Fuego salvó financieramente a la sociedad que habían fundado los compositores Gaztambide, Barbieri, Hernando, Oudrid e Inzenga, el escritor Olona y el cantante Salas, para defender los intereses del nuevo género lírico y que estaba a punto de quebrar.

## Argumento

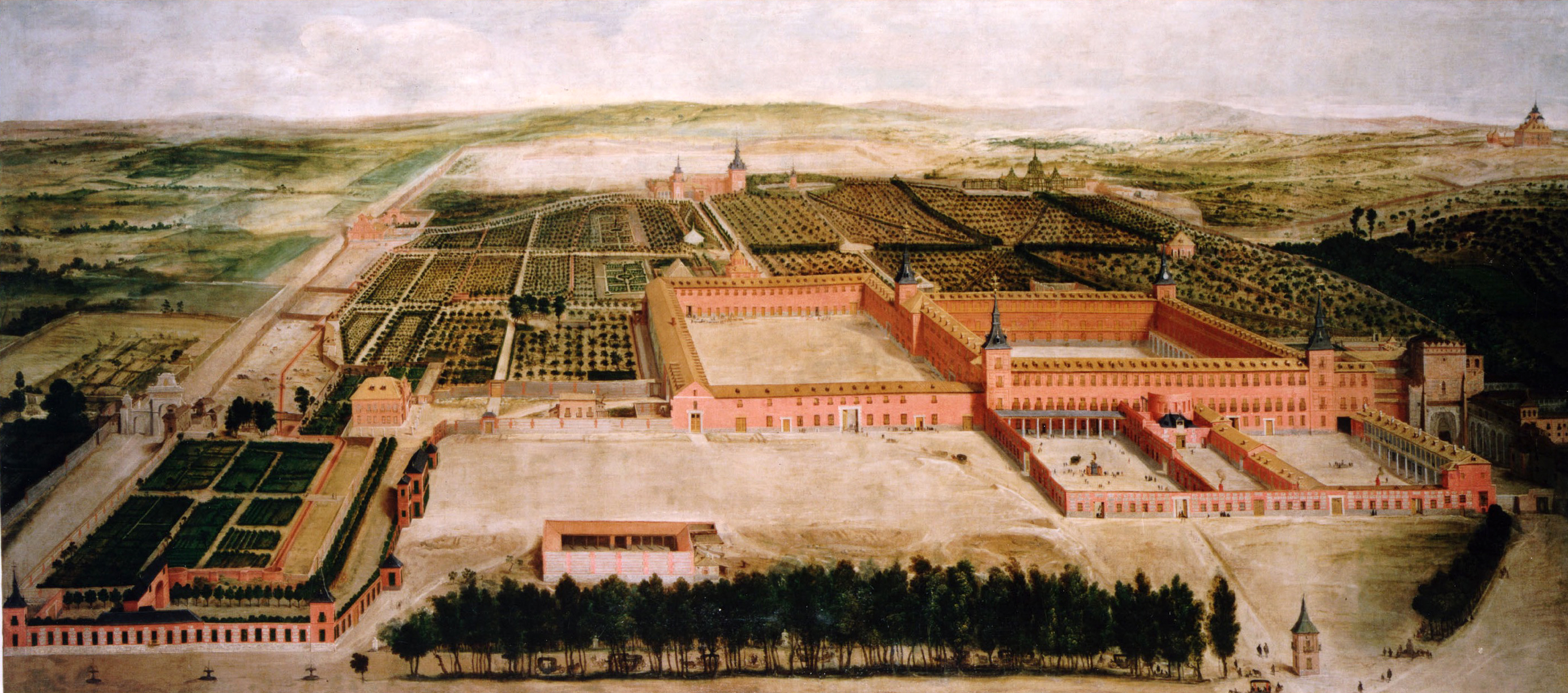
Palacio del Buen Retiro - Madrid.

### Acto I
Se desarrolla en la verbenera noche de San Juan, junto al río Manzanares. En medio del ambiente popular se pasean también figuras de la nobleza que alternan con los humildes vendedores y los artesanos. Entre el gentío se distingue pronto a la duquesa de Medina, que va disfrazada de modesta artesana. Detrás de ella aparece el marqués de Caravaca, que sigilosamente la está siguiendo para averiguar si es o no la ilustre dama que él sospecha. La dama se ha citado allí con el joven hidalgo Félix, a quien hizo creer que era la criada de una encopetada señora. Cuando Félix va a buscar un coche para abandonar el lugar, interfiere el marqués con varios amigos, pero el padre de este impide que la duquesa sea molestada.

### Acto II
Transcurre en un salón del Palacio del Buen Retiro. En esta mansión real se comenta la habilidad que tuvo la duquesa de Medina en la verbena para escapar de los nobles que intentaban descubrir quién era. Entran el marqués y la duquesa conversando y ella le dirige indirectas, porque sospecha que era el individuo que la sometió a acoso en la verbena. Félix y un primo suyo han acudido al palacio para una cita con el marqués, y llevan una recomendación para entrar al servicio del palacio. El marqués habla con Félix y se establece una cierta confianza que permite que Félix le explique sus amores. Cuando se produce la entrada de unos cortesanos, Félix reconoce a la duquesa; el marqués se brinda a presentársela pero ella disimula y hace creer que no conoce al hidalgo. Una intriga provoca que la situación desemboque en un escándalo y algunos hacen creer que Félix está loco y concluye el acto con su detención.  

### Acto III
Félix se encuentra en un manicomio, en el que tienen lugar varias escenas cómicas basadas en las simplezas de los internos. La duquesa planea liberar a su enamorado y el marqués se ofrece a intervenir. Cuando todo está listo para la fuga, Félix mete al marqués en el departamento de los locos. Los internos se ríen de él y van quitándole prendas de ropa hasta dejarlo en paños menores. Félix toma el frac del marqués a través de la reja y se disfraza de noble, ayudado por la duquesa. En este momento llega una orden real que autoriza el matrimonio de Félix y la duquesa.

## Números musicales más destacados

### Acto I
- Obertura. Coro inicial La noche ha llegado del señor San Juan.
- Si te place este bosque concertante. (Duquesa, marqués, duque, coro.)
- Trío La vi por vez primera. (Félix, duque, marqués.)
- Dúo Hay un palacio junto al Prado…Yo prefiero tu salero. (Duquesa, Félix.)

### Acto II
- Por temor a otra imprudencia. (Duquesa, marqués.)
- Yo, inocente. (Félix.)
- Continuación del dúo, convertido ahora en brioso concertante.

### Acto III
- Coro de vendedores.
- Un tiempo fue que en dulce calma…Cuán presto, ay mísera. (Romanza de la Duquesa.) Algunas intérpretes añaden un mib5 sobreagudo en la frase final.
- Escena del marqués con los locos ¿Quién me socorre?. (Marqués y coro.) Basado en el tema popular castellano "Habas verdes"